# 茂原市立茂原小学校
茂原市立茂原小学校（もばらしりつもばらしょうがっこう）は、千葉県茂原市にある公立小学校。

## 歴史
- 1873年（明治06年） - 藻原寺実相寺殿を仮校舎として、児童数174名で開校式を挙げた[1]。
- 1887年（明治20年） - 組合立として藻原寺内に日新高等小学校が児童数213名で開校した[1]。
- 1923年（大正12年） - 学制50周年記念式典を挙げ、記念文庫を備えた[1]。
- 1952年（昭和27年） - 市制施行により、茂原市立茂原小学校と改称した[1]。
- 1955年（昭和30年） - 西小学校の発足に伴い、畠平町及び本町、高師の一部が分割された[1]。
- 1959年（昭和34年） - 茂原小学校鼓笛隊を編成し、街頭行進を行った[1]。